# Aleandro Baldi
Aleandro Baldi (Greve di Chianti, 11 april 1959) is een Italiaanse zanger. Zijn echte naam is Aleandro Civai.
Hij debuteerde op het San Remo Festival van 1986 met E la nave va. Samen met Francesca Alotta won hij in 1992 met Non amarmi de categorie voor nieuwkomers op het San Remo Festival. Later zullen Jennifer Lopez en Marc Anthony dit nummer in het Spaans zingen, onder de titel No me ames. 2 jaar later won hij echter het echte festival met Passerà.
- CiNii: DA18006459
- Gemeinsame Normdatei: 11927048X
- International Standard Name Identifier: 0000 0000 3602 7556
- Library of Congress Control Number: n95029078
- MusicBrainz: 5ea2d766-f251-46c6-baa9-bcae703d7e7e
- Istituto Centrale per il Catalogo Unico: CFIV141098
- Virtual International Authority File: 50032022
- WorldCat: E39PBJxxcchq9mm7qFByJ3tFrq